# Hans Hoffmeister (Chemiker)

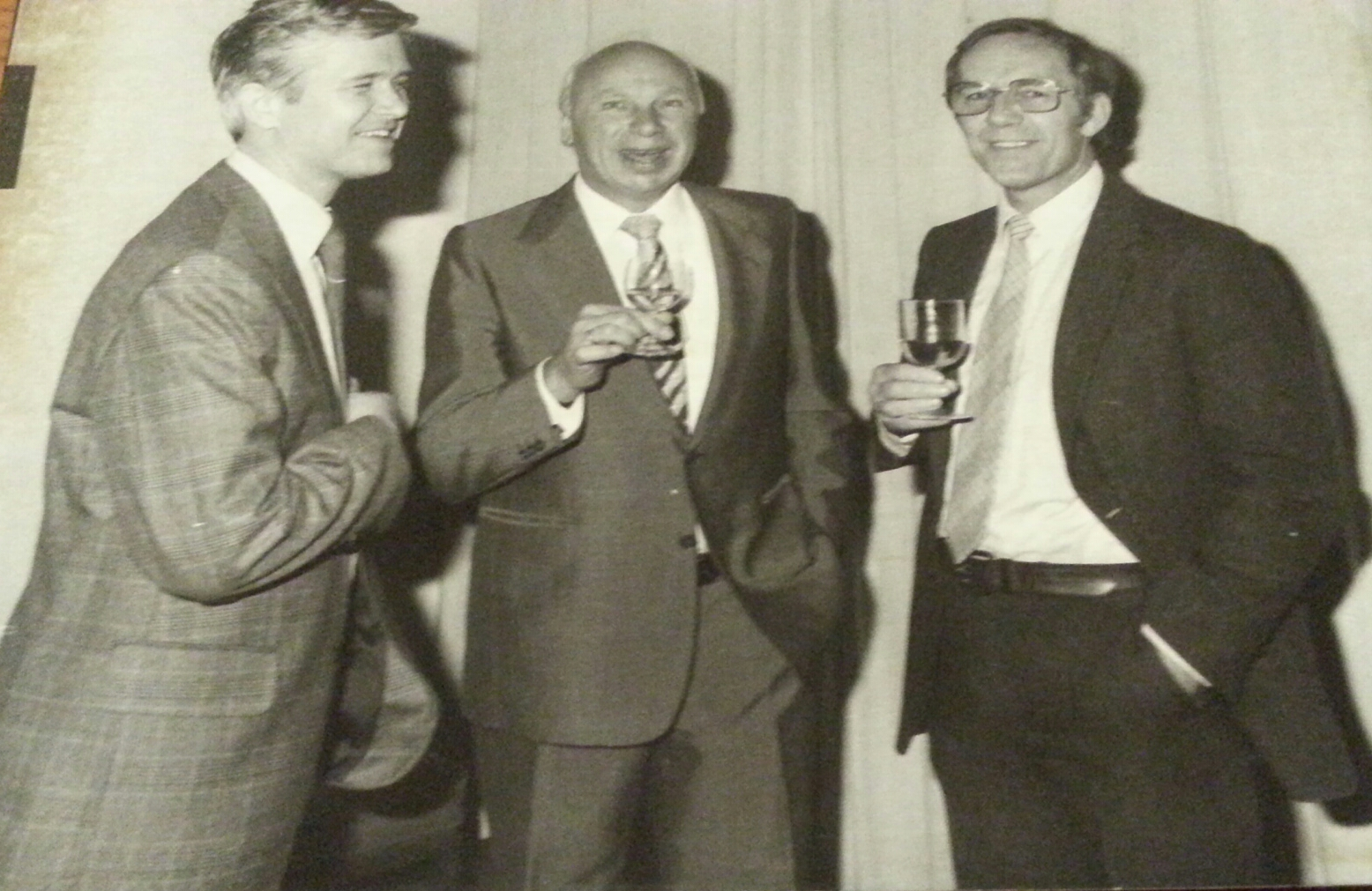
Hans Hoffmeister (rechts) 1981 im Gespräch mit Kollegen

Hans Hoffmeister (* 30. September 1932 in Bad Oeynhausen) ist ein deutscher Chemiker, Hochschullehrer, ehemaliger Institutsleiter des Bundesgesundheitsamtes (BGA) und früherer Direktor des Robert Koch-Instituts.

## Leben
Nach dem Besuch der Oberschule für Jungen bis zur mittleren Reife 1950 machte er 1952 einen Abschluss als Chemielaborant bei den damaligen Asta-Werken in Brackwede. Parallel dazu besuchte er die Abendschule in Bielefeld und machte dort 1952 einen Abschluss mit externem Abitur. Von 1953 bis 1959 schloss sich ein Studium der Chemie an der Universität Köln an. Einer seiner Hochschullehrer war Kurt Alder. Die seinerzeit übliche dreijährige Diplomarbeit wurde bei Leonhard Birkofer angefertigt. Von 1960 bis 1964 wurde an der LMU-München eine Dissertation bei den Hochschullehrern Adolf Butenandt und Peter Karlson zum Thema Isolierung und Strukturaufklärung von Ecdyson mit dem Prädikat summa cum laude angefertigt. Die Promotion erfolgte 1964. Von 1964 bis 1968 habilitierte sich Hoffmeister für das Fach Klinische Biochemie am Universitätsklinikum Hamburg-Eppendorf bei Heinrich Barthelheimer und Joachim Kühnau mit Arbeiten zur Isolierung und Strukturaufklärung des Ecdysterons und zur Qualitätssicherung in der klinisch-chemischen Diagnostik. Er engagierte sich gesundheitspolitisch in der Deputation (Hamburg) der Hamburger Gesundheitsbehörde.
Anlässlich seines 90. Geburtstags fand im Schloss Ziethen
im Havelland eine Festveranstaltung mit nationaler und internationaler Beteiligung statt. Vortragende waren unter anderen Heribert Offermanns und Udo Schumacher. Am zweiten Tag der Festveranstaltung fand noch eine Führung durch die weitläufige Parkanlage durch den Hausherren Freiherr von Thüngen-Reichenbach statt. Dabei konnte auch ein historischer Eiskeller besichtigt werden.

## Leitende Funktionen
1968 bis 1973 war er Leiter des Fachgebiets Klinische Chemie und Hämatologie im neu gegründeten Institut für Sozialmedizin und Epidemiologie des Bundesgesundheitsamtes (BGA). Dort baute er eine stark automatisierte Labordiagnostik auf, die unter strenger interner statistischer Qualitätskontrolle ein breites Spektrum von klinisch-chemischen und hämatologischen Parametern analysierte. Das Fachgebiet ist seither ein zentrales Prüfzentrum für externe Ringversuche der Fachgesellschaften für klinische Chemie und Labormedizin. Die Einführung der strikten Qualitätskontrolle markiert die Anfänge der evidenz-basierten Medizin und der Arzneimittelgesetzgebung.
1973 bis 1994: 1973 wurde ihm die Leitung des Instituts für Sozialmedizin und Epidemiologie des BGA übertragen. In diese Zeit fallen auch Arbeiten zur Stressforschung im Bereich der Neuroendokrinologie unter Anwendung der GC-MS-Kopplung.
In diese Zeit fällt auch die Einrichtung des Krebsregisters für die Bundesrepublik Deutschland, die Publikation zur Krebsgefährdung durch Haarfärbemittel und der Beginn der Deutschen Herz-Kreislauf-Präventionsstudie (DHP), eine gutachterliche Stellungnahme zur Rolle der Nahrungsfette sowie die Durchführung der Vegetarier-Studie mit Arbeiten zur detaillierten Lipidanalytik des Humanserums. und im Rahmen der DHP die Publikation zum Arzneimittelkonsum in der Bundesrepublik Deutschland
1994 bis 1996: Nach der Auflösung des BGA durch den damaligen Bundesgesundheitsminister Horst Seehofer wurde Hans Hoffmeister die Leitung des neuen Bundesinstituts für Infektionskrankheiten und nicht übertragbare Krankheiten (siehe Robert Koch-Institut#Nach 1945), das durch Vereinigung des früheren Robert Koch-Instituts mit dem Institut für Sozialmedizin und Epidemiologie des BGA gebildet wurde, übertragen. In diese Zeit fallen auch die Planung und Durchführung des Bundes-Gesundheitssurveys sowie weitere Arbeiten zur Pharmakoepidemiologie.
1996 fand sein Eintritt in den Ruhestand mit weiterer wissenschaftlicher Tätigkeit als apl. Professor an der FU Berlin und Lehrtätigkeit in Klinischer Pharmakologie im Auftrag des Wissenschaftlichen Instituts der Ärzte Deutschlands gem.e.V (WIAD) in Bonn statt.

## Unternehmensgründung
1997 gründete er in Oberkrämer gemeinsam mit seinem Sohn Hans Hoffmeister jun. die Zellwerk GmbH, deren Anliegen die Generierung von humanen Zellen (Zellkultur von Lymphozyten, Killerzellen u. a.) für den therapeutischen Einsatz bei Krebs-, Autoimmun- und schweren Infektionskrankheiten ist.